# Championnat du pays de Galles de football
Le championnat du pays de Galles de football est une compétition annuelle de football disputée entre clubs gallois.
Cette compétition est connue depuis 2019 sous le nom de JD Cymru Premier et a été créée en 1992.

## Histoire
Avant 1992, des championnats régionaux étaient disputés, mais à la demande de l'UEFA, une compétition nationale fut mise en place. Cependant, les clubs gallois évoluant en championnat d'Angleterre refusèrent de s'inscrire dans ce championnat gallois :
- Cardiff City et Swansea City en Championship (D2)
- Newport County et Wrexham FC  en Football League Two (D4)
- Colwyn Bay (en) en National League North (D6, amateur)
- Merthyr Tydfil Football Club en Southern League Division One (D7, amateur)

En octobre 1991, la ligue fut formée car Aulun Evans, secrétaire de la fédération a senti que l'équipe nationale était sous la menace de la FIFA qui souhaitait que les quatre nations composants le Royaume-Uni ne forme plus qu'une seule équipe. 
Il faut dire qu'à l'époque, le pays de Galles était l'un des rares pays à ne pas avoir son propre championnat et les meilleures équipes jouaient en Angleterre.
La composition du championnat a souvent varié au cours des années: certaines équipes jouant en Angleterre sont revenues, comme Bangor City ou Rhyl FC. D'autres sont quant à elles parties, à l'image de Merthyr Tydfil Football Club.

## Format de la compétition

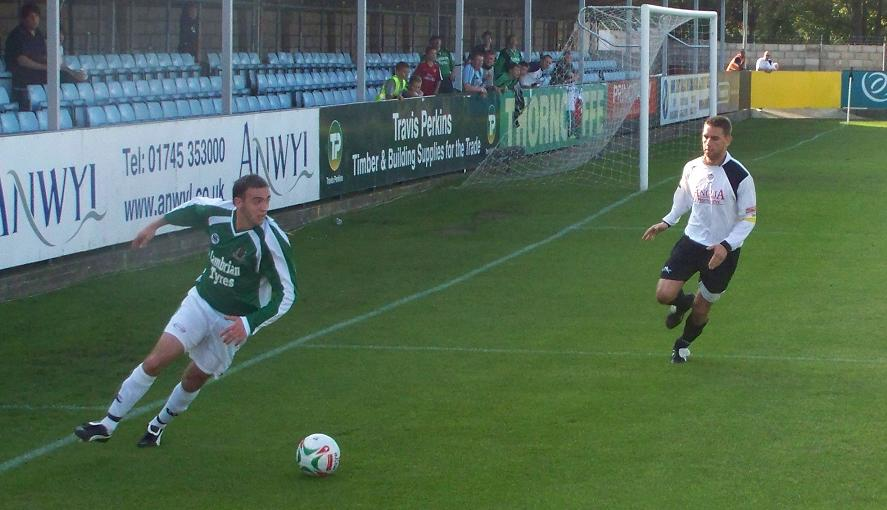
Geoff Kellaway lors d'un match de Welsh Premier League à Rhyl en 2008.

Les 18 clubs s'affrontent lors d'une série de matchs aller-retour s'étalant sur 34 journées. Le titre est attribué à la meilleure équipe au terme de ces matchs.
Les clubs en bas de tableau descendent, soit en Cymru Alliance League, championnat de D2 pour les clubs du nord et du centre du pays de galles, soit en Welsh Football League First Division, pour les clubs du sud du pays. Cependant, le nombre de clubs relégués a varié suivant les saisons et les démissions de certains clubs, allant de 4 à 1 seul club descendant dans les divisions inférieures.
En 2008, la fédération a prévu une modification du système de ligue. Mais celui-ci a été revu à la baisse. Après l'accord de tous les clubs, la première division est réduite à 12 clubs au lieu de 18 à partir de la saison 2010–2011.
Le championnat manque cependant cruellement d'attractivité, car les clubs des grandes villes comme Cardiff ou Swansea évoluent dans les championnats anglais. C'est pourquoi on retrouve des clubs évoluant dans des villages d'à peine 2 000 habitants en première division. Il a été un moment proposé aux équipes jouant de l'autre côté de la frontière d'engager leurs équipes réserves dans le championnat.

## Compétitions européennes

### Qualifications et parcours européens
Le champion est qualifié pour le premier tour de qualification de la Ligue des champions.
Le 2e est qualifié pour le premier tour de qualification de la Ligue Europa Conférence avec le vainqueur de la coupe du pays de Galles.
Les résultats des clubs gallois en Europe sont très mitigés. 
Le Barry Town FC a réussi de bons résultats, comme un match nul 3-3 à l'extérieur contre Aberdeen FC ou une victoire de prestige contre le FC Porto 3-1 en Ligue des champions. Mais la plupart des clubs échouent dès le premier tour, parfois avec de cuisante défaite, comme le 12–1 (score cumulé) encaissé par le TNS Llansantffraid face à l'Amica Wronki.
Le Barry Town FC est le club qui a connu le plus de succès ces quinze dernières années, en remportant un total de six matches en compétitions européennes.

### Classement du championnat
Le tableau ci-dessous récapitule le classement du pays de Galles au coefficient UEFA depuis 1962. Ce coefficient par nation est utilisé pour attribuer à chaque pays un nombre de places pour les compétitions européennes ainsi que les tours auxquels les clubs doivent entrer dans la compétition.
| 1962 | 1963 | 1964 | 1965 | 1966 | 1967 | 1968 | 1969 | 1970 | 1971 | 1972 | 1973 | 1974 | 1975 | 1976 | 1977 | 1978 | 1979 | 1980 | 1981 | 1982 | 1983 | 1984 | 1985 | 1986 | 1987 | 1988 | 1989 | 1990 | 1991 | 1992 | 1993 |
| ---- | ---- | ---- | ---- | ---- | ---- | ---- | ---- | ---- | ---- | ---- | ---- | ---- | ---- | ---- | ---- | ---- | ---- | ---- | ---- | ---- | ---- | ---- | ---- | ---- | ---- | ---- | ---- | ---- | ---- | ---- | ---- |
| 26   | 23   | 22   | 17   | 15   | 17   | 9    | 10   | 16   | 8    | 8    | 12   | 11   | 15   | 18   | 17   | 20   | 19   | 16   | 16   | 21   | 17   | 17   | 19   | 22   | 17   | 21   | 20   | 18   | 16   | 25   | 22   |
| 1994 | 1995 | 1996 | 1997 | 1998 | 1999 | 2000 | 2001 | 2002 | 2003 | 2004 | 2005 | 2006 | 2007 | 2008 | 2009 | 2010 | 2011 | 2012 | 2013 | 2014 | 2015 | 2016 | 2017 | 2018 | 2019 | 2020 | 2021 | 2022 | 2023 | 2024 | 2025 |
| 28   | 33   | 44   | 39   | 43   | 42   | 39   | 41   | 40   | 42   | 42   | 46   | 45   | 47   | 47   | 46   | 46   | 46   | 46   | 48   | 48   | 50   | 51   | 50   | 50   | 48   | 47   | 51   | 50   | 50   | 52   | 49   |

Le tableau suivant affiche le coefficient actuel du championnat gallois.
| Rang | Pays              | 2020-2021 | 2021-2022 | 2022-2023 | 2023-2024 | 2024-2025 | Coefficient |
| ---- | ----------------- | --------- | --------- | --------- | --------- | --------- | ----------- |
| 47   | Monténégro        | 1,625     | 0,750     | 1,000     | 1,333     | 2,500     | 7,208       |
| 48   | Luxembourg        | 1,000     | 1,250     | 1,125     | 2,250     | 1,250     | 6,875       |
| 49   | Pays de Galles    | 1,500     | 1,500     | 1,166     | 0,625     | 2,000     | 6,791       |
| 50   | Géorgie           | 1,750     | 1,250     | 1,125     | 1,250     | 1,250     | 6,625       |
| 51   | Macédoine du Nord | 1,750     | 0,625     | 1,625     | 1,500     | 0,666     | 6,166       |

### Coefficient UEFA des clubs
| Rang | Club                 | 2020-2021 | 2021-2022 | 2022-2023 | 2023-2024 | 2024-2025 | Coefficient |
| ---- | -------------------- | --------- | --------- | --------- | --------- | --------- | ----------- |
| 163  | The New Saints       | 1,500     | 2,000     | 1,500     | 1,500     | 2,500     | 9,000       |
| 280  | Connah's Quay Nomads | 1,500     | 1,500     | -         | 1,000     | 1,000     | 5,000       |
| 311  | Bala Town            | 1,500     | 1,000     | 1,000     | -         | 1,000     | 4,500       |
| 374  | Newtown AFC          | -         | 1,000     | 1,500     | -         | -         | 2,500       |
| 407  | Caernarfon Town      | -         | -         | -         | -         | 1,500     | 1,500       |
| 409  | Haverfordwest County | -         | -         | -         | 1,500     | -         | 1,500       |

## Palmarès

### Bilan par édition
| Saison    | C.P. | Champion                 | Pts | Deuxième             | Pts | Troisième            | Pts | Meilleur buteur                          | Buts |
| --------- | ---- | ------------------------ | --- | -------------------- | --- | -------------------- | --- | ---------------------------------------- | ---- |
| 1992-1993 | 20   | Cwmbran Town (1)         | 87  | Inter Cardiff        | 83  | Aberystwyth Town     | 78  | Steve Woods (Ebbw Vale AFC)              | 20   |
| 1993-1994 | 20   | Bangor City (1)          | 83  | Inter Cardiff        | 81  | Ton Pentre AFC       | 71  | David Taylor (Porthmadog FC)             | 43   |
| 1994-1995 | 20   | Bangor City (2)          | 88  | Afan Lido FC         | 79  | Ton Pentre AFC       | 77  | Frank Mottram (Bangor City)              | 30   |
| 1995-1996 | 21   | Barry Town (1)           | 97  | Newtown AFC          | 80  | Conwy United         | 76  | Ken McKenna (Conwy United)               | 38   |
| 1996-1997 | 21   | Barry Town (2)           | 105 | Inter Cardiff        | 84  | Ebbw Vale AFC        | 78  | Tony Bird (Barry Town)                   | 42   |
| 1997-1998 | 20   | Barry Town (3)           | 104 | Newtown AFC          | 78  | Ebbw Vale AFC        | 77  | Eifion Williams (Barry Town)             | 40   |
| 1998-1999 | 17   | Barry Town (4)           | 76  | Inter Cardiff        | 63  | Cwmbran Town         | 57  | Eifion Williams (Barry Town)             | 28   |
| 1999-2000 | 18   | TNS Llansantffraid (1)   | 76  | Barry Town           | 74  | Cwmbran Town         | 69  | Chris Summers (Cwmbran Town)             | 28   |
| 2000-2001 | 18   | Barry Town (5)           | 77  | Cwmbran Town         | 74  | Carmarthen Town      | 58  | Graham Evans (Caersws FC)                | 25   |
| 2001-2002 | 18   | Barry Town (6)           | 77  | TNS Llansantffraid   | 70  | Bangor City          | 69  | Marc Lloyd-Williams (Bangor City)        | 47   |
| 2002-2003 | 18   | Barry Town (7)           | 83  | TNS Llansantffraid   | 80  | Bangor City          | 71  | Graham Evans (Caersws FC)                | 24   |
| 2003-2004 | 17   | Rhyl FC (1)              | 77  | TNS Llansantffraid   | 76  | Haverfordwest County | 62  | Graham Evans (Caersws FC)                | 24   |
| 2004-2005 | 18   | TNS Llansantffraid (2)   | 78  | Rhyl FC              | 74  | Bangor City          | 67  | Marc Lloyd-Williams (TNS Llansantffraid) | 31   |
| 2005-2006 | 18   | TNS Llansantffraid (3)   | 86  | Llanelli AFC         | 68  | Rhyl FC              | 64  | Rhys Griffiths (Port Talbot Town)        | 28   |
| 2006-2007 | 17   | The New Saints (4)       | 76  | Rhyl FC              | 69  | Llanelli AFC         | 63  | Rhys Griffiths (Llanelli AFC)            | 30   |
| 2007-2008 | 18   | Llanelli AFC (1)         | 85  | The New Saints       | 78  | Rhyl FC              | 69  | Rhys Griffiths (Llanelli AFC)            | 40   |
| 2008-2009 | 18   | Rhyl FC (2)              | 90  | Llanelli AFC         | 83  | The New Saints       | 71  | Rhys Griffiths (Llanelli AFC)            | 31   |
| 2009-2010 | 18   | The New Saints (5)       | 82  | Llanelli AFC         | 80  | Port Talbot Town     | 65  | Rhys Griffiths (Llanelli AFC)            | 30   |
| 2010-2011 | 12   | Bangor City (3)          | 70  | The New Saints       | 68  | Neath FC             | 58  | Rhys Griffiths (Llanelli AFC)            | 25   |
| 2011-2012 | 12   | The New Saints (6)       | 74  | Bangor City          | 69  | Neath FC             | 62  | Rhys Griffiths (Llanelli AFC)            | 24   |
| 2012-2013 | 12   | The New Saints (7)       | 76  | Airbus UK Broughton  | 54  | Bangor City          | 51  | Michael Wilde (The New Saints)           | 25   |
| 2013-2014 | 12   | The New Saints (8)       | 73  | Airbus UK Broughton  | 59  | Carmarthen Town      | 48  | Chris Venables (Aberystwyth Town)        | 30   |
| 2014-2015 | 12   | The New Saints (9)       | 77  | Bala Town            | 59  | Airbus UK Broughton  | 58  | Chris Venables (Aberystwyth Town)        | 25   |
| 2015-2016 | 12   | The New Saints (10)      | 64  | Bala Town            | 57  | Llandudno FC         | 52  | Chris Venables (Bala Town)               | 20   |
| 2016-2017 | 12   | The New Saints (11)      | 85  | Connah's Quay Nomads | 58  | Bala Town            | 57  | Jason Oswell (Newtown AFC)               | 22   |
| 2017-2018 | 12   | The New Saints (12)      | 74  | Bangor City          | 60  | Connah's Quay Nomads | 57  | Greg Draper (The New Saints)             | 21   |
| 2018-2019 | 12   | The New Saints (13)      | 74  | Connah's Quay Nomads | 62  | Barry Town United    | 56  | Greg Draper (The New Saints)             | 27   |
| 2019-2020 | 12   | Connah's Quay Nomads (1) | 56  | The New Saints       | 52  | Bala Town            | 49  | Chris Venables (Bala Town)               | 22   |
| 2020-2021 | 12   | Connah's Quay Nomads (2) | 79  | The New Saints       | 77  | Bala Town            | 60  | Chris Venables (Bala Town)               | 24   |
| 2021-2022 | 12   | The New Saints (14)      | 80  | Bala Town            | 59  | Newtown AFC          | 51  | Declan McManus (The New Saints)          | 23   |
| 2022-2023 | 12   | The New Saints (15)      | 83  | Connah's Quay Nomads | 61  | Pen-y-Bont FC        | 58  | Declan McManus (The New Saints)          | 30   |
| 2023-2024 | 12   | The New Saints (16)      | 92  | Connah's Quay Nomads | 59  | Bala Town            | 51  | Brad Young (The New Saints)              | 22   |
| 2024-2025 | 12   | The New Saints (17)      | 78  | Pen-y-Bont FC        | 64  | Haverfordwest County | 51  |                                          |      |

### Bilan
| Club                 | Champion | Vice-champion | Championnats remportés |
| -------------------- | -------- | ------------- | --- |
| The New Saints       | 17       | 7             | 1999-2000, 2004-2005, 2005-2006, 2006-2007, 2009-2010, 2011-2012, 2012-2013, 2013-2014, 2014-2015, 2015-2016,2016-2017, 2017-2018, 2018-2019, 2021-2022, 2022-2023, 2023-2024, 2024-2025 |
| Barry Town United    | 7        | 1             | 1995-1996, 1996-1997, 1997-1998, 1998-1999, 2000-2001, 2001-2002, 2002-2003 |
| Bangor City          | 3        | 2             | 1993-1994, 1994-1995, 2010-2011 |
| Connah's Quay Nomads | 2        | 4             | 2019-2020, 2020-2021 |
| Rhyl FC              | 2        | 2             | 2003-2004, 2008-2009 |
| Llanelli Town        | 1        | 3             | 2007-2008 |
| Cwmbran Town         | 1        | 1             | 1992-1993 |

## Récompenses individuelles
| Saison    | Entraîneur de l'année | Entraîneur de l'année | Joueur de l'année   | Joueur de l'année    | Jeune joueur de l'année | Jeune joueur de l'année |
| Saison    | Entraîneur            | Club                  | Joueur              | Club                 | Joueur                  | Club                    |
| --------- | --------------------- | --------------------- | ------------------- | -------------------- | ----------------------- | ----------------------- |
| 1992-1993 | Tony Wilcox           | Cwmbran Town          |                     |                      |                         |                         |
| 1993-1994 | Nigel Adkins          | Bangor City           |                     |                      |                         |                         |
| 1994-1995 | Nigel Adkins          | Bangor City           |                     |                      |                         |                         |
| 1995-1996 | Paul Giles            | Barry Town            |                     |                      |                         |                         |
| 1996-1997 | Gary Barnett (en)     | Barry Town            |                     |                      |                         |                         |
| 1997-1998 | Gary Barnett (en)     | Barry Town            |                     |                      |                         |                         |
| 1998-1999 | Gary Barnett (en)     | Barry Town            |                     |                      |                         |                         |
| 1999-2000 | Andy Cale             | TNS Llansantffraid    | Richard Jones       | Barry Town           |                         |                         |
| 2000-2001 | Peter Nicholas        | Barry Town            | Graham Evans        | Caersws FC           |                         |                         |
| 2001-2002 | Mickey Evans (en)     | Caersws FC            | Marc Lloyd-Williams | Bangor City          |                         |                         |
| 2002-2003 | Kenny Brown (en)      | Barry Town            | Simon Davies        | Bangor City          |                         |                         |
| 2003-2004 | John Hulse            | Rhyl FC               | Tim Edwards         | Rhyl FC              |                         |                         |
| 2004-2005 | Ken McKenna (en)      | TNS Llansantffraid    | Steve Evans         | TNS Llansantffraid   |                         |                         |
| 2005-2006 | Ken McKenna (en)      | TNS Llansantffraid    | Rhys Griffiths      | Port Talbot Town     |                         |                         |
| 2006-2007 | Ken McKenna (en)      | The New Saints        | John Leah           | The New Saints       |                         |                         |
| 2007-2008 | Peter Nicholas        | Llanelli AFC          | Rhys Griffiths      | Llanelli AFC         | Ashley Stott            | Bangor City             |
| 2008-2009 | Allan Bickerstaff     | Rhyl FC               | Gareth Owen (en)    | Rhyl FC              | Lee Idzi                | Haverfordwest County    |
| 2009-2010 | Neville Powell (en)   | Bangor City           | Liam McCreesh       | Port Talbot Town     | Craig Jones             | The New Saints          |
| 2010-2011 | Neville Powell (en)   | Bangor City           | Rhys Griffiths      | Llanelli AFC         | Chris Jones             | Neath FC                |
| 2011-2012 | Carl Darlington       | The New Saints        | Mark Jones (en)     | Bala Town            | Kai Edwards             | Neath FC                |
| 2012-2013 | Carl Darlington       | The New Saints        | Michael Wilde       | The New Saints       | Ryan Fraughan           | The New Saints          |
| 2013-2014 | Carl Darlington       | The New Saints        | Chris Venables      | Aberystwyth Town     | Sam Finley              | The New Saints          |
| 2014-2015 | Craig Harrison (en)   | The New Saints        | Chris Venables      | Aberystwyth Town     | Sean Miller             | Connah's Quay Nomads    |
| 2015-2016 | Craig Harrison (en)   | The New Saints        | Marc Williams (en)  | Llandudno FC         | James Murphy            | Airbus UK Broughton     |
| 2016-2017 | Craig Harrison (en)   | The New Saints        | Jason Oswell        | Newtown AFC          | Henry Jones             | Bangor City             |
| 2017-2018 | Huw Griffiths         | Cefn Druids           | Jamie Mullan        | The New Saints       | Luke Wall               | Bangor City             |
| 2018-2019 | Scott Ruscoe          | The New Saints        | Michael Bakare      | Connah's Quay Nomads | Momodou Touray          | Barry Town United       |
| 2019-2020 | Andy Morrison (en)    | Connah's Quay Nomads  | Chris Venables      | Bala Town            | Priestley Farquharson   | Connah's Quay Nomads    |

## Aspects socio-économiques

### Historique du naming
Ci-dessous une liste des sponsors et du nom donné à la compétition :
| Période   | Sponsor                            | Nom de la compétition                              |
| --------- | ---------------------------------- | -------------------------------------------------- |
| 1992-1993 | Konica Peter Llewellyn             | Konica League of Wales                             |
| 1993-2002 | Pas de sponsor                     | League of Wales                                    |
| 2002-2004 | JT Hughes                          | JT Hughes Mitsubishi Welsh Premier League          |
| 2004-2006 | Vauxhall MasterFit                 | Vauxhall MasterFit Welsh Premier League            |
| 2006-2011 | Principality Building Society (en) | Principality Building Society Welsh Premier League |
| 2011-2015 | CorbettSports                      | Corbett Sports Welsh Premier League                |
| 2015-2017 | Dafabet (en)                       | Dafabet Welsh Premier League                       |
| 2017-2019 | JD                                 | JD Welsh Premier League                            |
| 2019-0000 | JD                                 | JD Cymru Premier                                   |

### Logos

Évolution du logo de la ligue
CorbettSports.com  Welsh Premier League  (2011-2015)
JD Cymru Premier  (depuis 2019)